# Saturday Night (film, 2024)
Pour les articles homonymes, voir Saturday Night et SNL.
Pour plus de détails, voir Fiche technique et Distribution.
Saturday Night est un film américain co-écrit et réalisé par Jason Reitman et sorti en 2024. Il s'agit d'un film biographique racontant les coulisses de la soirée d'ouverture du Saturday Night Live, une émission culte de la télévision américaine diffusée depuis 1975.
Il est présenté au festival du film de Telluride.

## Synopsis
En 1975, la chaine NBC lance une toute nouvelle émission humoristique, NBC's Saturday Night, qui deviendra ensuite le Saturday Night Live.

## Fiche technique
- Titre original : Saturday Night
- Titre de travail : Wolverines et SNL 1975
- Réalisation : Jason Reitman
- Scénario : Gil Kenan et Jason Reitman
- Directeur artistique : Drew Monahan
- Décors : Jess Gonchor
- Costumes : Danny Glicker
- Photographie : Eric Steelberg
- Montage : Nathan Orloff et Shane Reid
- Musique : Jon Batiste
- Producteurs : Jason Blumenfeld, Peter Rice, Gil Kenan et Jason Reitman
  - Productrice déléguée : Erica Mills
- Sociétés de production : Columbia Pictures et Reitman/Kenan Productions
- Société de distribution : Sony Pictures Releasing
- Budget : 25-30 000 000 $[1],[2]
- Pays de production :  États-Unis
- Langue originale : anglais
- Format : couleur - 1.85:1
- Genre : comédie biographique
- Durée : 109 minutes
- Dates de sortie[3] :
  - États-Unis : 31 août 2024 (festival de Telluride)
  - États-Unis : 4 octobre 2024 (sortie limitée)
  - États-Unis : 11 octobre 2024 (sortie nationale)
  - France : 17 mars 2025 (vidéo à la demande)

## Distribution
- Gabriel LaBelle (VQ : Charles Sirard-Blouin) : Lorne Michaels
- Rachel Sennott : Rosie Shuster
- Cory Michael Smith : Chevy Chase
- Ella Hunt : Gilda Radner
- Dylan O'Brien : Dan Aykroyd
- Emily Fairn : Laraine Newman
- Matt Wood : John Belushi
- Lamorne Morris : Garrett Morris
- Kim Matula : Jane Curtin
- Finn Wolfhard : un employé de NBC
- Colby James West : Animateur radio
- Nicholas Braun : Jim Henson et Andy Kaufman

## Production
En mai 2023, il est annoncé que Jason Reitman va réaliser, coécrire et produire un film sur la création de l'émission Saturday Night Live intitulé SNL 1975. Accompagné de Gil Kenan — avec lequel il a écrit SOS Fantômes : L'Héritage (2021) et SOS Fantômes : La Menace de glace (2024) —, Jason Reitman a mené des entretiens avec les acteurs et les membres de l'équipe ayant participé à la première saison, afin de mieux développer le scénario. En janvier 2024, Gabriel LaBelle est annoncé pour incarner le créateur du show, Lorne Michaels. Cooper Hoffman, Rachel Sennott, Ella Hunt, Emily Fairn, Kim Matula, Dylan O'Brien, Lamorne Morris, Cory Michael Smith et Matt Wood sont annoncés dans les rôles respectifs de Dick Ebersol, Rosie Shuster, Gilda Radner, Laraine Newman, Jane Curtin, Garrett Morris, Dan Aykroyd, Chevy Chase et John Belushi,,. Nicholas Braun, Tommy Dewey et Nicholas Podany sont ensuite annoncés dans les rôle de Jim Henson, Michael O'Donoghue et Billy Crystal.
Le tournage débute en mars 2024, sous le titre de travail Wolverines. Il se déroule notamment à Atlanta et Fayetteville en Géorgie,,.

## Sortie et accueil

### Dates de sortie
En juillet 2024, il est annoncé que le film, jusque là intitulé SNL 1975, est rebaptisé Saturday Night, titre initial du Saturday Night Live lors de la première saison. La date de sortie américaine est également annoncée pour le 11 octobre 2024, 49 ans après la diffusion de la première émission sur NBC. Le film est présenté en avant-première le 31 août 2024 au festival du film de Telluride.

### Critique
Sur le site d'agrégation de critiques Rotten Tomatoes, le film obtient 78% d'avis favorables, pour 203 critiques et une note moyenne de 7⁄10. Le consensus suivant résumé les avis collectés : « Boosté par une excellente distribution qui capture l'essence, sinon la ressemblance exacte, de la distribution et de l'équipe originales de SNL, Saturday Night est une célébration frénétique et nostalgique de l'un des débuts les plus prometteurs du showbiz. » Sur le site Metacritic, qui utilise une moyenne pondérée, le film obtient la note de 63⁄100 pour 41 critiques.

## Distinctions

### Nomination
- Golden Globes 2025 : Meilleur acteur dans un film musical ou une comédie pour Gabriel LaBelle